# Bagnolet
Bagnolet település Franciaországban, Seine-Saint-Denis megyében. Lakosainak száma 41 776 fő (2022. január 1.). Bagnolet Párizs, Montreuil, Romainville és Les Lilas községekkel határos.

## Népesség
A település népességének változása:
| Lakosok száma | 35 984 | 35 881 | 36 047 | 35 674 | 35 442 | 36 060 | 38 470 | 39 366 | 41 776 |
|               | 2013   | 2015   | 2016   | 2017   | 2018   | 2019   | 2020   | 2021   | 2022   |